# ابوعلی قالی
ابوعلی قالی (نسب: ابوعلی اسماعیل بن قاسم بن عَیذون بن هارون قالی بغدادی) (؟ -۹۶۲) لغوی عراقی بود که در اندلس ساکن شد.

## زندگی
در روستای منازجرد، دیاربکر در شمال عراق بدنیا آمد. سال میلادش نامعلوم است. خود او گفته که به سال ۳۰۳ به بغداد وارد شده است:
آنگاه که همراه جمعی از اهالی قالی قلا به بغداد درآمدم که روستایی از روستاهای منازجرد و دژی از دژهای مسلمانان است و اهلش مُرابطی‌اند [در برابر روم از سرزمین‌های اسلامی دفاع می‌کنند]؛ اهل آن روستا را بدین امر بسیار بزرگ می‌دارند...
سپس ابوعلی بدین روستا منتسب شد و به سبب نزدیکی به آن، قالی نسب گرفت. کم‌کم این نسب برایش ماندگار شد.
ابوعلی در بغداد نزد استادان بسیاری درس خواند. به موصل نیز رفت و در ۳۰۵ به بغداد بازگشت. او ۲۵ سال در بغداد بماند، در ۳۲۵ به مغرب رفت و در ۳۳۰ به قرطبه رسید؛ به روزگار خلیفه عبدالرحمن الناصر. نزد خلیفه و ولی‌عهدش ابوالعاص الحکم بسیار گرامی داشته شد. گفته می‌شود که خود ابوالعاص او را به قرطبه فراخوانده بود، با نامه و سفیری ویژه.
قالی شش سال از خلافت الحکم المستنصر را درک کرد و در ربیع‌الاول سال ۳۵۶ در قرطبه درگذشت.

## آثار
بیشتر آثارش از راه املانوشتن شاگردانش در اندلس، نوشته شد:
- کتاب الأمالی: بیشتر دربارهٔ شعر و زبان است.
- البارع: با نام کامل «البارع فی اللغة علی حروف المعجم» که در همه کتاب‌های لغت را در آن در سه هزار برگ گردآورد.
- المقصور و الممدود
- فعلت و أفعلت
- الإبل و نتاجها
- حلی الإنسان و الخیل و شیاتها
- تفسیر السبع الطوال: که شرح معلقات است.
- مقاتل الفرسان